# پرستاتین
latitudeپرستاتینlongitudeپرستاتین
پرستاتین (به انگلیسی: Prestatyn) یک شهرک در بریتانیا است که در ولز واقع شده‌است. پرستاتین ۱۸٬۸۴۹ نفر جمعیت دارد.